# Ophthalmis mutata
Ophthalmis mutata är en fjärilsart som beskrevs av Walker 1864. Ophthalmis mutata ingår i släktet Ophthalmis och familjen nattflyn. Inga underarter finns listade i Catalogue of Life.